# Nowa Wieś (Sochaczew)
Nowa Wieś – część miasta Sochaczewa w województwie mazowieckim. Leży w północno-środkowej części miasta, wzdłuż ulicy Młynarskiej i jej bocznic. W latach 1954–1976 w granicach Chodakowa.

## Historia
Dawniej samodzielna miejscowość. Od 1867 w gminie Chodaków w powiecie sochaczewskim. W okresie międzywojennym należała do woj. warszawskiego; W 1921 roku liczba mieszkańców wynosiła 128. 20 października 1933 utworzono gromadę Nowa Wieś w granicach gminy Chodaków, składającą się z samej wsi Nowa Wieś.
Podczas II wojny światowej w Generalnym Gubernatorstwie, w dystrykcie warszawskim (Landkreis Sochaczew). W 1943 mieјscowość liczyła 498 mieszkańców.
Po wojnie Nowa Wieś powróciła do powiatu sochaczewskigo w woj. warszawskim jako jedna z 48 gromad gminy Chodaków. 
W związku z reorganizacją administracji wiejskiej jesienią 1954, Nowa Wieś weszła w skład nowej gromady Chodaków. 13 listopada 1954, po pięciu tygodniach, gromadę Chodaków zniesiono w związku z nadaniem jej statusu osiedla, w związku z czym Nowa Wieś stała się integralną częścią osiedla Chodakowa, a po nadaniu osiedlu Chodaków statusu miasta 1 stycznia 1967 – częścią miasta Chodakowa.
1 stycznia 1977 miasto Chodaków włączono do Sochaczewa, przez co Nowa Wieś stała się integralną częścią Sochaczewa.
Nazwa nie występuje w systemie TERYT.